# Wilhelminapark (Delft)
Het Wilhelminapark is een stadspark in Delft in de Engelse landschapsstijl.

## Geschiedenis

### Aanleg
Het Wilhelminapark is aangelegd in de jaren 30 van de twintigste eeuw als werkverschaffing, naar een ontwerp van O. de Vries, plantsoenopzichter van de gemeente Delft. Het park is oorspronkelijk geïnspireerd op de Engelse landschapsstijl. Het is een “kijk”-park, met slingerende waterpartijen en doorkijkjes over glooiende gazons. Het park heeft een hoofdstructuur van wandelpaden met daarin centraal een grote vijver. Bij aanleg is een bepaald beplantingssysteem gevolgd: de buitenste rand is beplant met inheemse soorten die bestand zijn tegen felle en koude winden. De tweede gordel is beplant met Noord Amerikaanse en de derde met Chinese en Japanse gewassen en als vierde is een stukje inheems polderland aangelegd.
Het park is gelegen in de Voordijkshoornse Polder. Het plan voor het park is in 1931 in de raad besproken. Het is in overeenstemming met het gemeentelijke uitbreidingsplan van ir. J. de Booij. De visie op het versterken van de groenstructuur van de stad met de aanleg van dit park werd destijds als volgt omschreven:
“Betreedt men de nieuwe wijk van den Voordijkse Polder vanaf den overweg bij het J.C. Markenplein (ook bekend als het Balkengat met het Kommetje), dan kan de rustige wandelaar zich verpoozen in het Agnetapark en hij kan dan via het Nieuwe Park komen bij het Westplantsoen, waarvan het eerste gedeelte langs de Laan van Altena bij het gemaal reeds geheel is aangelegd. Het Westplantsoen met den doorgaande vijver of wetering zet zich dan zuidwaarts voort, om ten slotte in het park haar voorlopige eindpunt en bekroning te krijgen. Het doorzetten en verbreden van de Wetering tot een grooten vijver met een eilandje verdeelt het park als vanzelf in verschillende delen, hetgeen de afwisseling van het geheel ten goede komt. De communicatie der verschillende door het water gescheiden gedeelten wordt door steenen bruggetjes van zorgvuldig handvormsteen onderhouden.”.

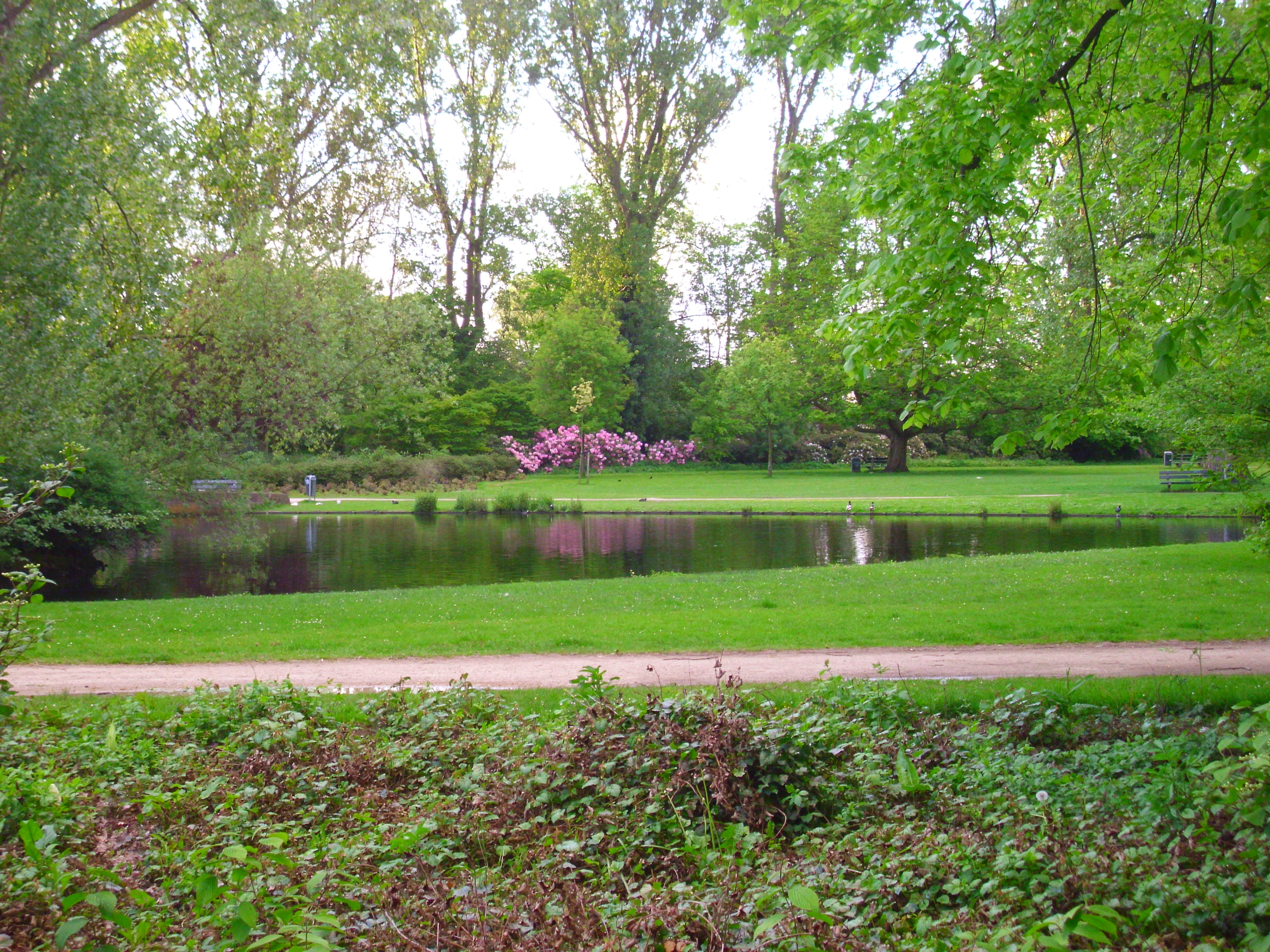
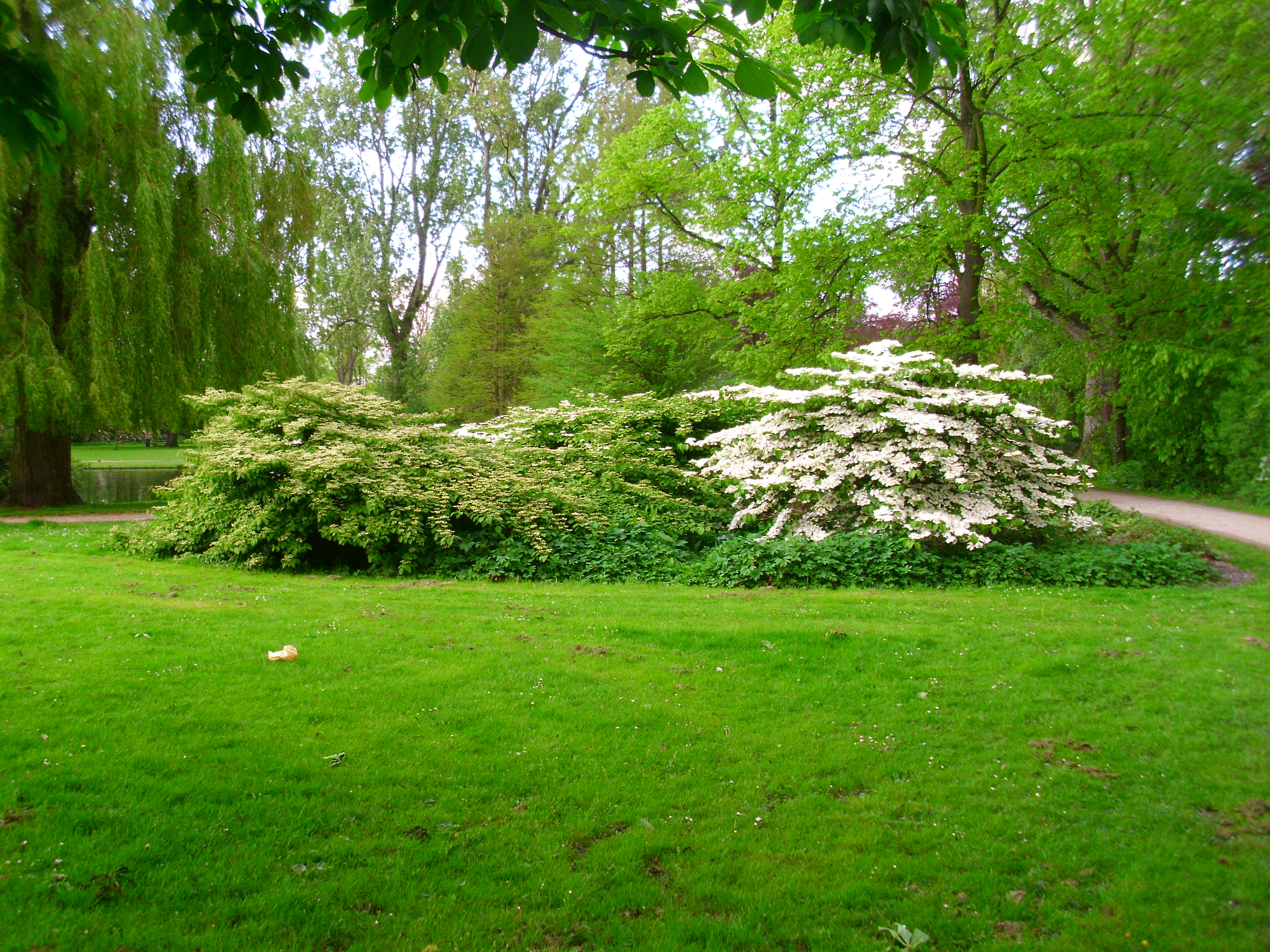
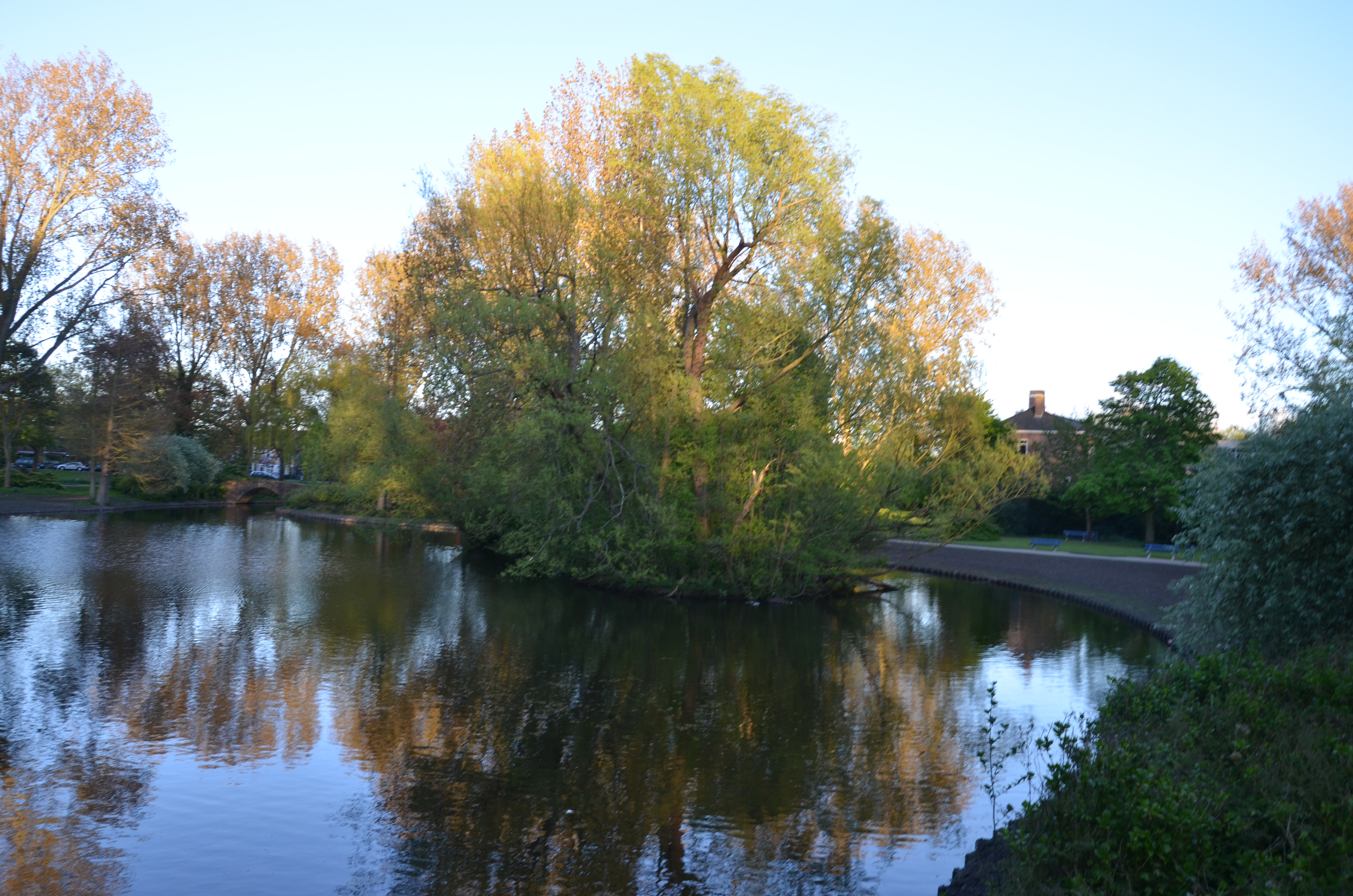
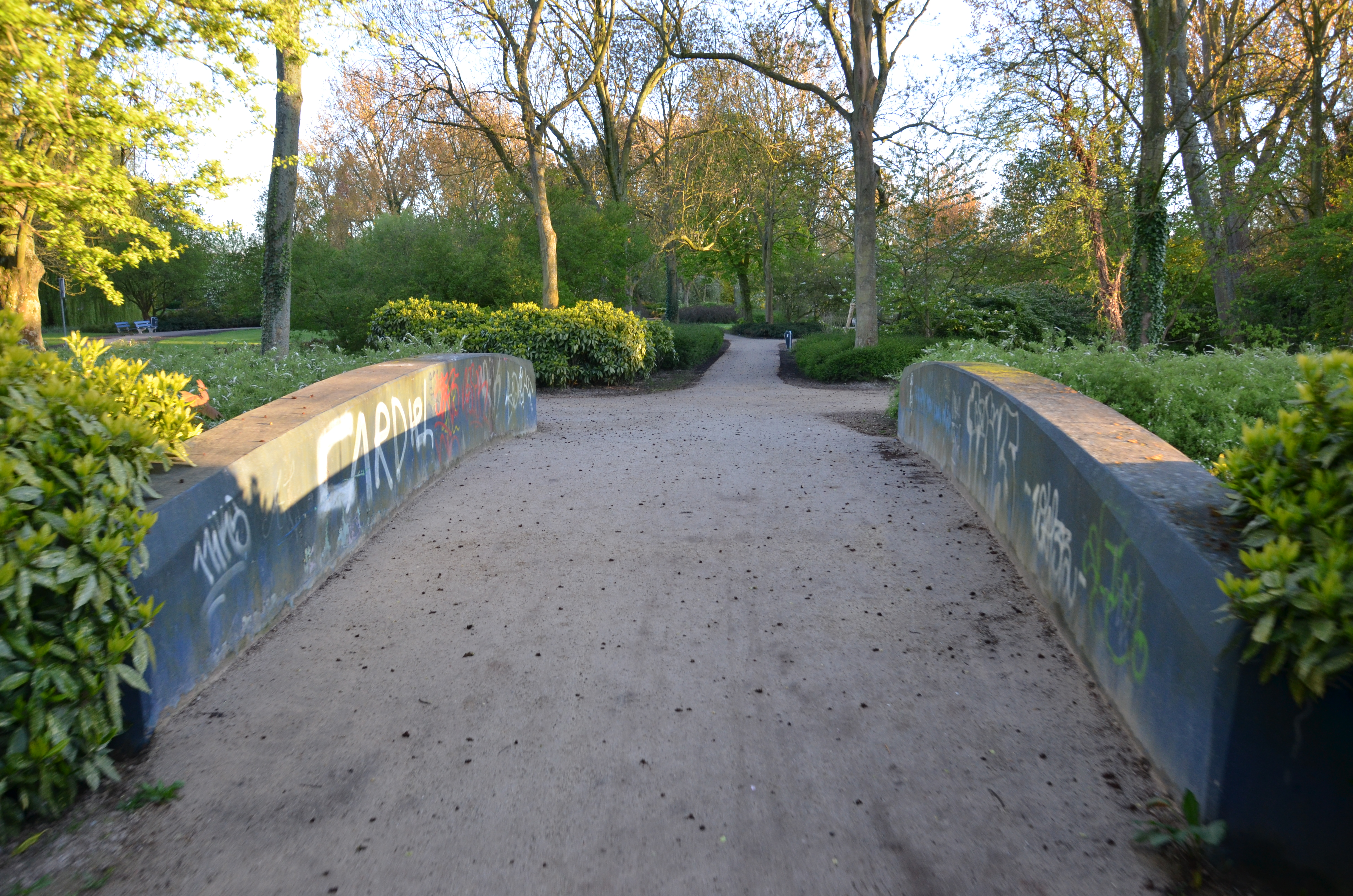
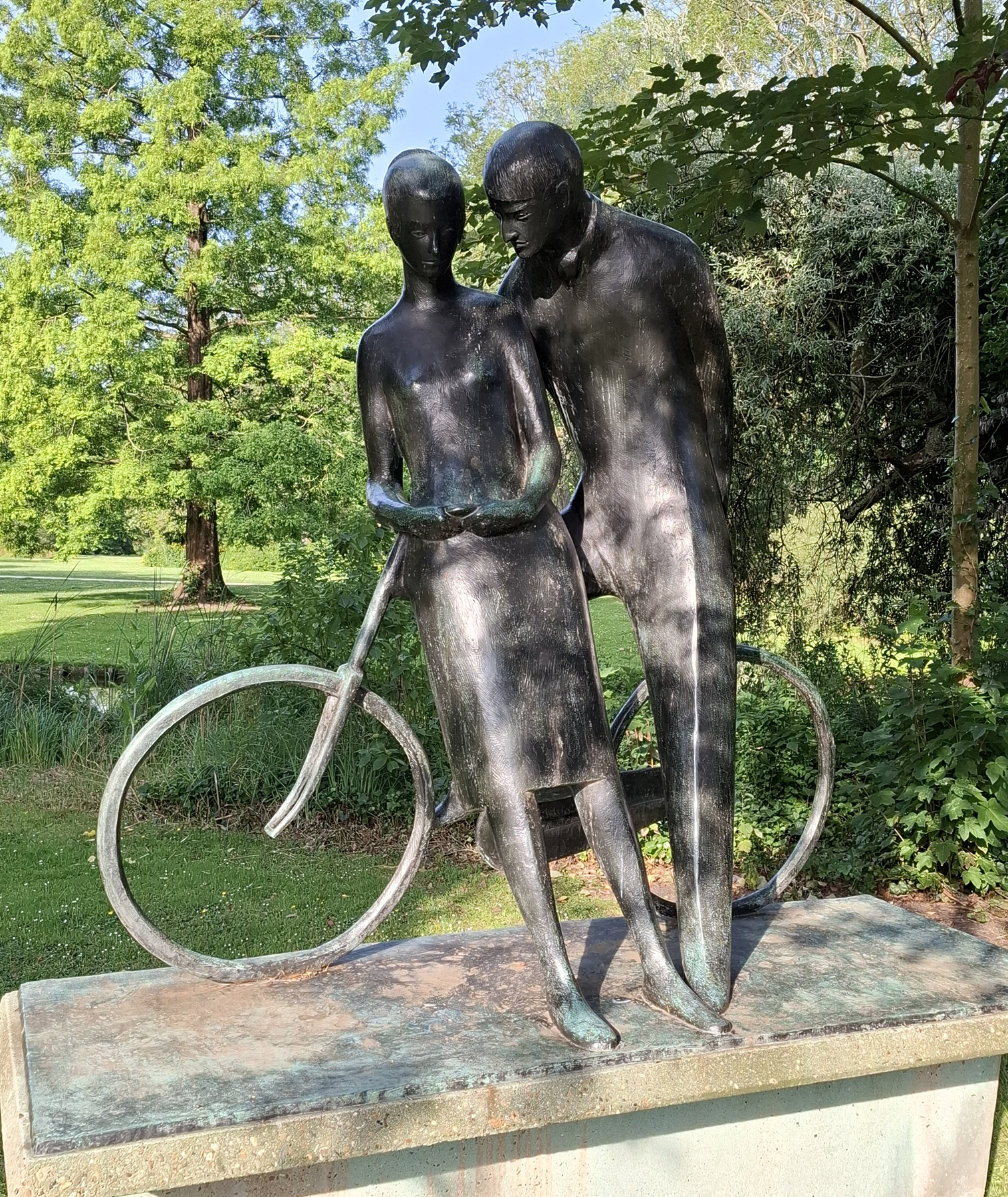

### Na de Tweede Wereldoorlog
In 1945 is het park ter ere van koningin Wilhelmina omgedoopt in Wilhelminapark. Op initiatief van de Oranjevereniging zijn er toen zes lindebomen geplant, genoemd naar de leden van het koninklijk huis, een Wilhelminaboom, Julianaboom, etc. Op 30 april 2013 is hier ter gelegenheid van de kroning van Koning Willem-Alexander een lindeboom (Kroningsboom) bijgeplant.

### Renovatie
In 1994 heeft de gemeenteraad besloten het Wilhelminapark te renoveren met als doel de Engelse landschapsstijl en de daarbij karakteristieke opbouw (zichtlijnen, decors, taferelen, boomgroepen etc.) te herstellen.

## Groene Parel
In 2010 is het rapport waarin het park als Groene Parel wordt genoemd door de gemeenteraad vastgesteld. In 2013 is het park opgenomen in de beleidsregel cultuurhistorisch waardevolle groengebieden 2013 van de gemeente Delft.